# Erinaceus concolor
Erinaceus concolor là một loài động vật có vú trong họ Erinaceidae, bộ Erinaceomorpha. Loài này được Martin mô tả năm 1837.

## Hình ảnh

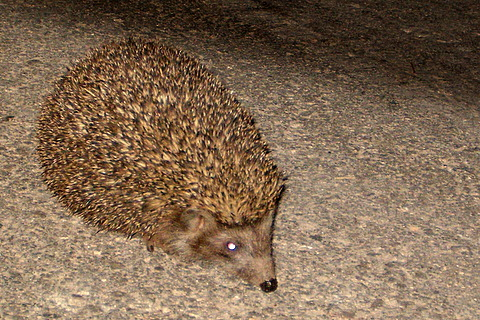
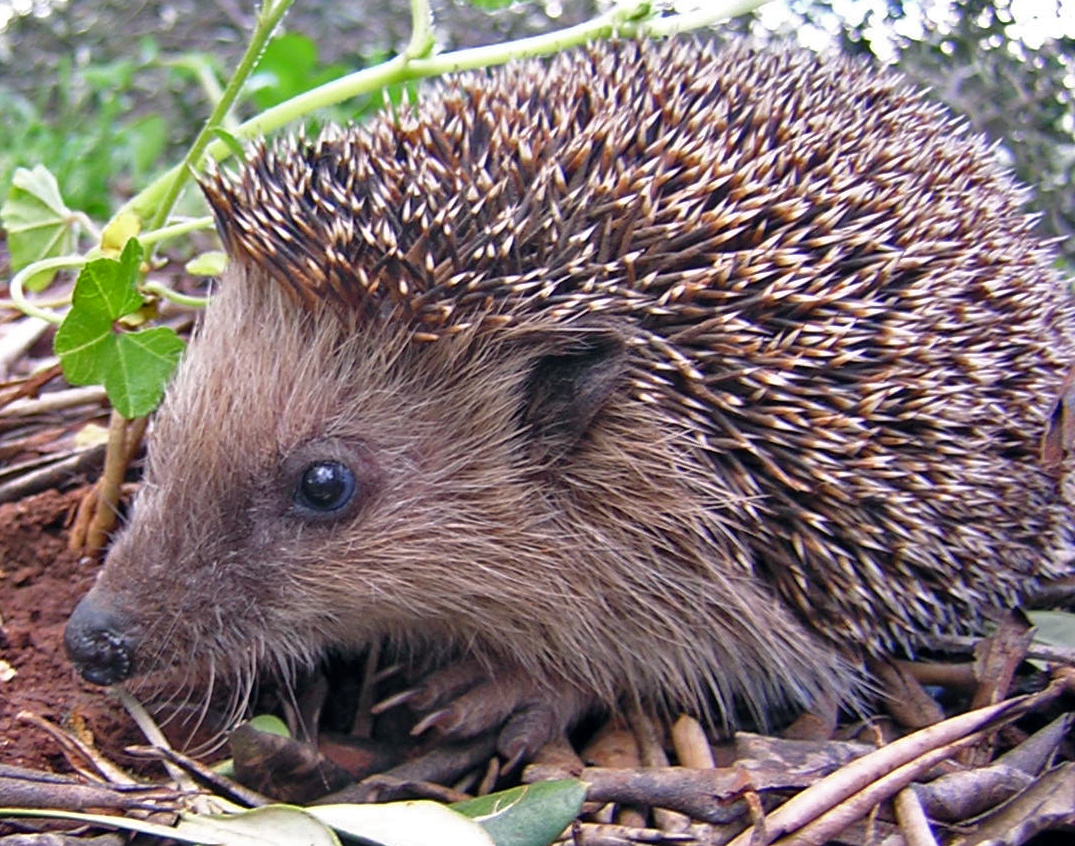
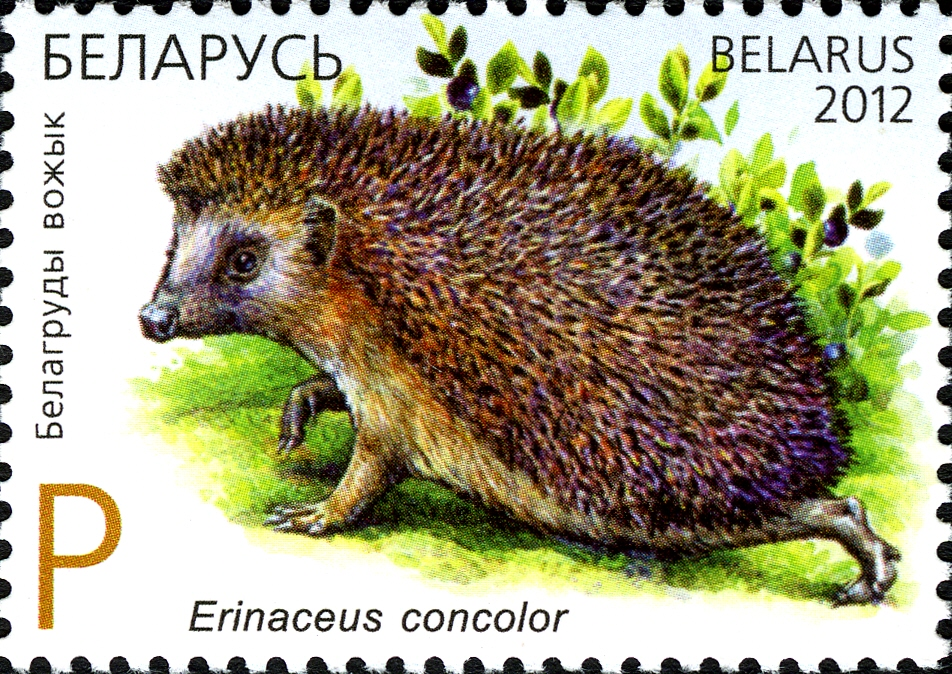
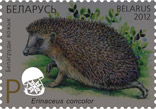